# Paolo Emilio Cesi
Paolo Emilio Cesi (né en 1481 à Cesi, en  Ombrie, alors dans les États pontificaux et mort à Rome, le 5 août 1537) est un cardinal italien du XVIe siècle.
Il est le fils de Angelo Cesi (1450-1527), le petit-fils de Pietro Chitani da Cesi (1422-1478, podestat de Pérouse vers 1470 et sénateur de Rome en 1468 et 1477) et le frère du cardinal Federico Cesi (1544). D'autres cardinaux de la famille sont Pierdonato Cesi, seniore (1570), Pierdonato Cesi, iuniore (1641) et Bartolomeo Cesi (1596).

## Biographie
Paolo Emilio Cesi est notaire du cinquième concile du Latran, chanoine à la basilique Saint-Pierre, protonotaire apostolique et régent de la Chambre apostolique.
Il est créé cardinal par le pape Léon X lors du consistoire du 1er juillet 1517.
Le cardinal Cesi est nommé évêque de Lund en 1520, administrateur de Sion en 1522, administrateur de Todi en 1523, administrateur de Narni en 1524, administrateur d'Orte et Civita Castellana, administrateur de Cervia en 1525 et administrateur de Massa Maritima en 1529. Cesi est préfet du tribunal suprême de la Signature apostolique.
Il participe au conclave de 1521-1522, lors duquel Adrien VI est élu pape et aux conclaves de 1523 (élection de Clément VIII) et de 1534 (élection de Paul III).